# Lone Dam Andersen
Lone Dam Andersen, född den 2 november 1949, är en dansk skådespelare.
Andersen studerade vid Århus Teaters elevskola 1975-1978. Hon har därefter varit anställd vid bland andra Aarhus Teater, Svalegangen, Aalborg Teater och Jomfru Ane Teatret, samt spelat och regisserat på flera östjyska teatrar.

## Filmografi
- 2002 – Att veta sanningen
- 2010 – Livvakterna (TV-serie) (två avsnitt)